# Аллотропия

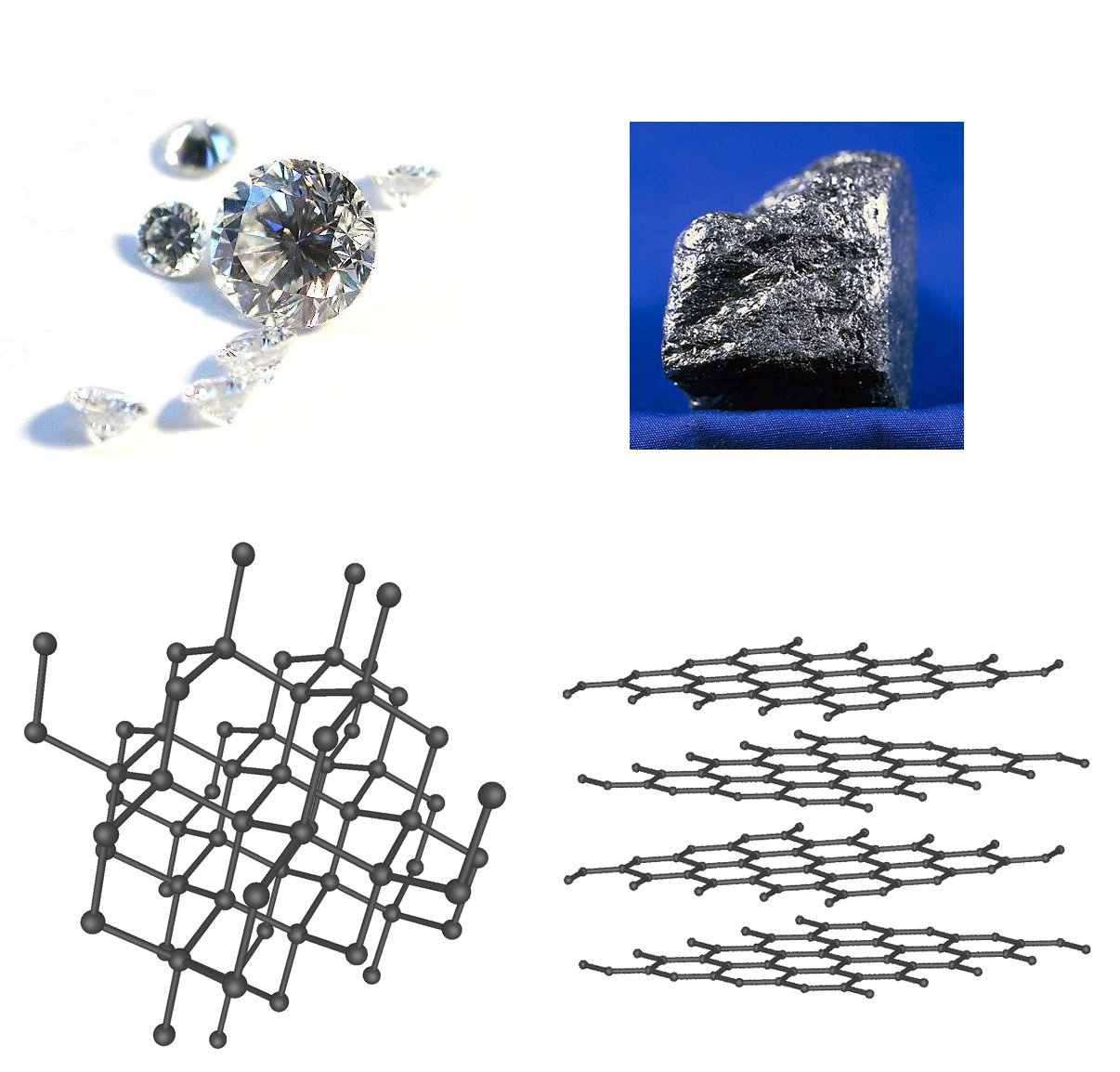
Алмаз и графит — аллотропические формы углерода, различающиеся строением кристаллической решётки

Аллотро́пия (от др.-греч. ἄλλος «другой» + τρόπος «поворот, свойство») — существование двух и более простых веществ одного и того же химического элемента.
Явление аллотропии обусловлено либо различным состоянием молекул простого вещества (аллотропия состава), либо способом размещения атомов или молекул в кристаллической решётке (аллотропия формы).

## История
Понятие аллотропии введено в науку Й. Берцелиусом в 1841 году для обозначения разных форм существования элементов; одновременно он предполагал, по-видимому, применить его и к изомерии соединений. После принятия гипотезы А. Авогадро в 1860 году стало понятно, что элементы могут существовать в виде многоатомных молекул, например, О2 — кислород и О3 — озон.
В начале XX века было признано, что различия в кристаллической структуре простых веществ (например, углерода или фосфора) также являются причиной аллотропии. В 1912 году В. Оствальд отметил, что аллотропия элементов является просто частным случаем полиморфизма кристаллов, и предложил отказаться от этого термина. Однако по настоящее время эти термины используются параллельно. Аллотропия относится только к простым веществам, независимо от их агрегатного состояния; полиморфизм — только к твёрдому состоянию независимо от того, простое это вещество или сложное. Таким образом, эти термины совпадают для простых твёрдых веществ (кристаллическая сера, фосфор, железо и др.).

## Примеры аллотропии

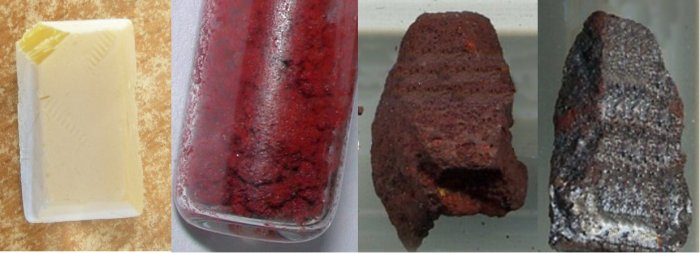
Аллотропные модификации фосфора: белый, красный, жёлтый, чёрный

В настоящее время известно более 400 разновидностей простых веществ. Способность элемента к образованию аллотропных форм обусловлена строением атома, которое определяет тип химической связи, строение молекул и кристаллов.
Как правило, большее число аллотропных форм образуют элементы, имеющие переменные значения координационного числа или степени окисления (олово, фосфор). Другим важным фактором является катенация — способность атомов элемента образовывать гомоцепные структуры (например, сера).
Склонность к аллотропии более выражена у неметаллов, за исключением галогенов, благородных газов, и полуметаллов.
Принято обозначать различные аллотропические формы одного и того же элемента строчными буквами греческого алфавита; причём форму, существующую при самых низких температурах, обозначают буквой α, следующую — β и т. д.

### Неметаллы
| Элемент   | Аллотропные модификации |
| --------- | --- |
| Водород:  | Молекулярный водород может существовать в виде орто- и пара-водорода. В молекуле орто-водорода o-H2 (т. пл. −259,10 °C, т. кип. −252,56 °C) ядерные спины параллельны, а у пара-водорода p-H2 (т. пл. −259,32 °C, т. кип. −252,89 °C) — антипараллельны.                                                                                 |
| Углерод:  | Множество модификаций: алмаз, графит, фуллерен, карбин, графен, углеродные нанотрубки, лонсдейлит и др. Точное число модификаций указать затруднительно вследствие разнообразия форм связывания атомов углерода между собой. Наиболее многочисленны молекулярные структуры фуллеренов и нанотрубок.                                      |
| Фосфор:   | Известно 11 аллотропных модификаций фосфора. Основные модификации: белый, красный и чёрный фосфор. Белый фосфор ядовит, светится в темноте, способен самовоспламеняться, диэлектрик, красный фосфор не ядовит, не светится в темноте, сам по себе не воспламеняется, чёрный фосфор химически инертен, хорошо проводит электрический ток. |
| Кислород: | Две аллотропные модификации: О2 — кислород и О3 — озон. Кислород бесцветен, не имеет запаха; озон имеет выраженный запах, имеет бледно-фиолетовый цвет, он более бактерициден. |
| Сера:     | Большое число аллотропных модификаций, второе место после углерода. Основные модификации: ромбическая, моноклинная и пластическая сера. |
| Селен:    | Красный цикло-Se8, серый полимер Se и чёрный селен. |

### Полуметаллы
| Элемент   | Аллотропные модификации |
| --------- | --- |
| Бор:      | Бор существует в аморфном и кристаллическом видах. Аморфный бор — порошок бурого цвета. Обладает большей реакционной способностью, чем кристаллический бор. Кристаллический бор — вещество чёрного цвета. Известно более 10 аллотропных модификаций бора, которые кристаллизуются в ромбической и тетрагональной сингониях. Наиболее устойчивая модификация — β-ромбический бор — состоит из икосаэдров B12, которые образуют слои, объединённые в бесконечную структуру. |
| Кремний:  | Различают две основные аллотропные модификации кремния — аморфную и кристаллическую. Решётка кристаллической модификации кремния — атомная, алмазоподобная. Также выделяют поликристаллический и монокристаллический кремний. |
| Мышьяк:   | Три основные аллотропные модификации: жёлтый мышьяк (неметалл, состоящий из молекул As4 — структура, аналогичная белому фосфору), серый мышьяк (полуметаллический полимер), чёрный мышьяк (неметаллическая молекулярная структура, аналогичная красному фосфору). |
| Германий: | Две аллотропные модификации: α-Ge — полуметалл с алмазоподобной кристаллической решёткой и β-Ge — с металлической структурой, аналогичной β-Sn. |
| Сурьма:   | Известны четыре металлических аллотропных модификаций сурьмы, существующих при различных давлениях, и три аморфные модификации (взрывчатая, чёрная и жёлтая сурьма), из которых наиболее устойчива металлическая форма серебристо-белого цвета с синеватым оттенком |
| Полоний:  | Полоний существует в двух аллотропных металлических модификациях. Кристаллы одной из них — низкотемпературной — имеют кубическую решётку (α-Po), а другой — высокотемпературной — ромбическую (β-Po). Фазовый переход из одной формы в другую происходит при 36 °C, однако при обычных условиях полоний находится в высокотемпературной форме вследствие разогрева собственным радиоактивным излучением.                                                                  |

### Металлы
Среди металлов, которые встречаются в природе в больших количествах (до U, без Tc и Pm), 28 имеют аллотропные формы при атмосферном давлении: Li, Be, Na, Ca, Sc, Ti, Mn, Fe, Co, Sr, Y, Zr, Sn, La, Ce, Pr, Nd, Sm, Gd, Tb, Dy, Yb, Hf, Tl, Th, Pa, U.
Также важны аллотропные формы ряда металлов, образующиеся при их технологической обработке: Ti при 882˚C, Fe при 912˚C и 1394˚C, Co при 422˚C, Zr при 863˚C, Sn при 13˚C и U при 668˚C и 776˚C.
| Элемент     | Аллотропные модификации |
| ----------- | --- |
| Олово:      | Олово существует в трёх аллотропных модификациях. Серое олово (α-Sn) мелкокристаллический порошок, полупроводник, имеющий алмазоподобную кристаллическую решётку, существует при температуре ниже 13,2 °С. Белое олово (β-Sn) — пластичный серебристый металл, устойчивый в интервале температур 13,2—161 °С. Высокотемпературное гамма-олово (γ-Sn), имеющее ромбическую структуру, отличается высокой плотностью и хрупкостью, устойчиво между 161 и 232 °С (температура плавления чистого олова).                                                    |
| Железо:     | Для железа известны четыре кристаллические модификации: до 769 °C (точка Кюри) существует α-Fe (феррит) с объёмноцентрированной кубической решёткой и свойствами ферромагнетика; в температурном интервале 769—917 °C существует β-Fe, который отличается от α-Fe только параметрами объёмноцентрированной кубической решётки и магнитными свойствами парамагнетика; в температурном интервале 917—1394 °C существует γ-Fe (аустенит) с гранецентрированной кубической решёткой; выше 1394 °C устойчиво δ-Fe с объёмоцентрированной кубической решёткой |
| Лантаноиды: | Церий, самарий, диспрозий и иттербий имеют по три аллотропических модификации; празеодим, неодим, гадолиний и тербий — по две. |
| Актиноиды:  | Для всех актиноидов, кроме актиния, характерен полиморфизм. Кристаллические структуры протактиния, урана, нептуния и плутония по своей сложности не имеют аналогов среди лантаноидов и более похожи на структуры 3d-переходных металлов. Плутоний имеет семь полиморфных модификаций (в том числе, при обычном давлении — 6), а уран, прометий, нептуний, америций, берклий и калифорний — три. Лёгкие актиноиды в точке плавления имеют объёмно-центрированную решётку, а начиная с плутония — гранецентрированную.                                    |

## Энантиотропные и монотропные переходы

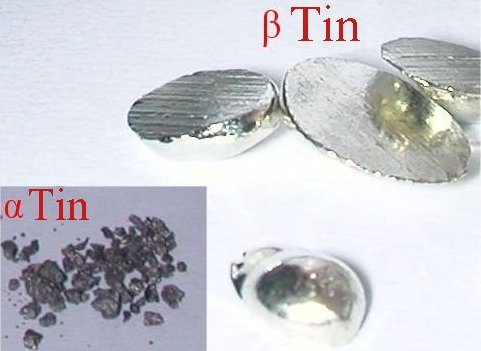
Серое и белое олово

Переход одной аллотропной модификации в другую происходит при изменении температуры или давления (или одновременном воздействии обоих факторов) и связан со скачкообразным изменением свойств вещества. Этот процесс бывает обратимым (энантиотропным) и необратимым (монотропным).
Примером энантиотропного перехода может служить превращение ромбической серы в моноклинную α-S (ромб.) ↔ β-S (монокл.) при 95,6 °C. При обычной температуре стабильной является ромбическая модификация серы, которая при нагревании до 95,6 °С при нормальном давлении переходит в моноклинную форму. Последняя при охлаждении ниже 95,6 °С вновь переходит в ромбическую форму. Таким образом, переход одной формы серы в другую происходит при одной и той же температуре, и сами формы называются энантиотропными.
К монотропному переходу относится превращение белого фосфора P4 под давлением 1,25 ГПа и температуре 200 °C в более стабильную модификацию — чёрный фосфор. При возвращении к обычным условиям обратный переход не происходит. Переход из нестабильной формы в стабильную в принципе возможен при любой температуре, а обратный — нет, то есть определённая точка перехода отсутствует. Ещё один пример — превращение графита в алмаз при давлении 6 ГПа и температуре 1500 °C в присутствии катализатора (никель, хром, железо и другие металлы), то есть при условиях термодинамической устойчивости алмаза. Тогда как алмаз легко и быстро переходит в графит при температурах выше 1000 °С. В обоих случаях давление способствует превращению, поскольку образуется вещества с более высокой плотностью, чем исходные.
Три известные модификации олова переходят друг в друга различным образом. При обычных условиях устойчиво β-Sn (пластичное белое олово) с тетрагональной кристаллической решёткой. Выше 173 °С β-Sn энантиотропно превращается в хрупкую модификацию γ-Sn, а ниже 13,2 °C β-Sn переходит монотропно в порошкообразное α-Sn (серое олово) с кубической решёткой типа алмаза. Этот полиморфный переход происходит с малой скоростью, но резко ускоряется в контакте с серым оловом — плотные куски белого олова рассыпаются в пыль («оловянная чума»). Обратный процесс возможен только путём переплавки.

## Критика
Так как основные воззрения об аллотропии появились в XIX веке для объяснения существования различных форм простых химических элементов, то аллотропию можно рассматриваться как устаревшие представления не несущие никакого рационального объяснения. Наблюдения показывают, что нет никаких оснований рассматривать определённую форму как единственную для данного элемента при определённых темепературе и давлении.